# Fred Hetzel
Fred W. Hetzel (Washington, 21 luglio 1942) è un ex cestista statunitense, professionista nella NBA.

## Carriera
Venne selezionato dai San Francisco Warriors al primo giro del Draft NBA 1965 (1ª scelta assoluta).
Con gli Stati Uniti disputò le Universiadi di Budapest 1965.

## Statistiche

### NBA

#### Regular season
| Anno      | Squadra            | PG  | PT | MP   | TC%  | 3P% | TL%  | RP  | AP  | PRP | SP | PP   |
| --------- | ------------------ | --- | -- | ---- | ---- | --- | ---- | --- | --- | --- | -- | ---- |
| 1965-1966 | S.F. Warriors      | 56  | -  | 12,9 | 39,9 | -   | 68,5 | 5,2 | 0,5 | -   | -  | 6,8  |
| 1966-1967 | S.F. Warriors      | 77  | -  | 27,6 | 40,0 | -   | 81,0 | 8,3 | 1,4 | -   | -  | 12,2 |
| 1967-1968 | S.F. Warriors      | 77  | -  | 31,1 | 41,4 | -   | 83,3 | 7,1 | 1,7 | -   | -  | 19,0 |
| 1968-1969 | Milwaukee Bucks    | 53  | -  | 30,0 | 41,6 | -   | 83,7 | 8,9 | 1,6 | -   | -  | 15,9 |
| 1968-1969 | Cincinnati Royals  | 31  | -  | 22,1 | 48,8 | -   | 83,8 | 4,5 | 0,9 | -   | -  | 11,9 |
| 1969-1970 | Philadelphia 76ers | 63  | -  | 12,0 | 48,3 | -   | 83,5 | 3,3 | 0,7 | -   | -  | 6,1  |
| 1970-1971 | L.A. Lakers        | 59  | -  | 10,4 | 43,4 | -   | 77,9 | 2,5 | 0,6 | -   | -  | 4,8  |
| Carriera  | Carriera           | 416 | -  | 21,4 | 42,1 | -   | 81,7 | 5,9 | 1,1 | -   | -  | 11,2 |

#### Play-off
| Anno     | Squadra            | PG | PT | MP   | TC%  | 3P% | TL%  | RP  | AP  | PRP | SP | PP   |
| -------- | ------------------ | -- | -- | ---- | ---- | --- | ---- | --- | --- | --- | -- | ---- |
| 1967     | S.F. Warriors      | 13 | -  | 23,7 | 38,3 | -   | 78,6 | 7,2 | 1,8 | -   | -  | 9,5  |
| 1968     | S.F. Warriors      | 10 | -  | 32,1 | 46,0 | -   | 82,0 | 6,6 | 1,6 | -   | -  | 18,8 |
| 1970     | Philadelphia 76ers | 5  | -  | 15,0 | 52,0 | -   | 81,8 | 3,6 | 0,6 | -   | -  | 7,0  |
| 1971     | L.A. Lakers        | 7  | -  | 5,4  | 33,3 | -   | 100  | 1,0 | 0,3 | -   | -  | 1,7  |
| Carriera | Carriera           | 35 | -  | 21,2 | 42,7 | -   | 81,4 | 5,3 | 1,3 | -   | -  | 10,3 |

## Palmarès
- NCAA AP All-America First Team (1965)
- NCAA AP All-America Second Team (1964)
- NBA All-Rookie First Team (1966)